# Zalmhaai
De zalmhaai (Lamna ditropis) is een vis uit de familie van haringhaaien (Lamnidae) en behoort derhalve tot de orde van makreelhaaien (Lamniformes). De vis kan een lengte bereiken van 305 centimeter. 

## Leefomgeving
De zalmhaai is een zoutwatervis. De vis prefereert een gematigd klimaat en leeft hoofdzakelijk in de Grote Oceaan op dieptes tussen 0 en 650 meter.
Eens per jaar, tijdens de zalmtrek, reizen zalmhaaien richting Prince William Sound in Alaska om zich daar te goed te doen aan een overvloed aan zalmen.

## Biologie
De zalmhaai is, evenals de witte haai, een van de weinige warmbloedige haaien ter wereld. De lichaamstemperatuur van de zalmhaai kan tot 20°C hoger zijn dan de temperatuur van het omringende zeewater. De zalmhaai heeft bij zijn kieuwen een warmtewisselaar waar het koude bloed opgewarmd wordt door de warmte ontstaan bij de spierbewegingen alvorens het verder door het lichaam getransporteerd wordt. Deze warmtewisselaar wordt het retia mirabilia, Latijn voor "prachtig netwerk" genoemd.

## Relatie tot de mens
De zalmhaai is voor de visserij van beperkt commercieel belang. In de hengelsport wordt er weinig op de vis gejaagd. 
Voor de mens kan de zalmhaai gevaarlijk zijn, de zalmhaai kan een mens flink verwonden.